# Simona Hradilová
Simona Hradilová (conocida como Simona Hradil; Uherské Hradiště, Checoslovaquia, 11 de octubre de 1975) es una deportista checa-estadounidense que compitió en taekwondo.
Entre 1992 y 2006 participó bajo la bandera estadounidense, obteniendo una medalla en los Juegos Panamericanos de 2003 y cinco medallas en el Campeonato Panamericano de Taekwondo entre los años 1992 y 2006. Desde 2007 participó bajo la nacionalidad checa, consiguiendo una medalla de bronce en el Campeonato Europeo de Taekwondo de 2008.

## Palmarés internacional
| Representando a Estados Unidos  |                                   |                   |           |
| Juegos Panamericanos            |                                   |                   |           |
| Año                             | Lugar                             | Medalla           | Categoría |
| 2003                            | Santo Domingo ( Rep. Dominicana)  | Medalla de bronce | –67 kg    |
| Campeonato Panamericano         |                                   |                   |           |
| Año                             | Lugar                             | Medalla           | Categoría |
| 1992                            | Colorado Springs (Estados Unidos) | Medalla de plata  | –55 kg    |
| 1998                            | Lima (Perú)                       | Medalla de oro    | –55 kg    |
| 2000                            | Oranjestad (Aruba)                | Medalla de plata  | –67 kg    |
| 2002                            | Quito (Ecuador)                   | Medalla de oro    | –67 kg    |
| 2006                            | Buenos Aires (Argentina)          | Medalla de oro    | –67 kg    |
| Representando a República Checa |                                   |                   |           |
| Campeonato Europeo              |                                   |                   |           |
| Año                             | Lugar                             | Medalla           | Categoría |
| 2008                            | Roma (Italia)                     | Medalla de bronce | –67 kg    |